# Skála ÍF
Skála Ítróttarfelag ist ein färöischer Fußballclub mit Sitz in Skála auf der Insel Eysturoy im Nordatlantik und wurde am 15. Mai 1965 gegründet. Zeitweise stellte der Verein auch eine Handballmannschaft.

## Fußball
Lange Zeit spielte der Verein nur unterklassig. 2000 gelang dem Klub die Meisterschaft in der 3. Deild, der dritten Liga, und damit der Aufstieg in die Zweitklassigkeit. Dort wurde Skála auf Anhieb Tabellenzweiter und qualifizierte sich somit für das Relegationsspiel gegen den Tabellenvorletzten der 1. Deild (heute Betrideildin), B71 Sandur. Nach einer 0:1-Heimniederlage im ersten Spiel wurde durch einen klaren 4:1-Erfolg im Rückspiel der direkte Durchmarsch ins färöische Oberhaus perfekt gemacht.

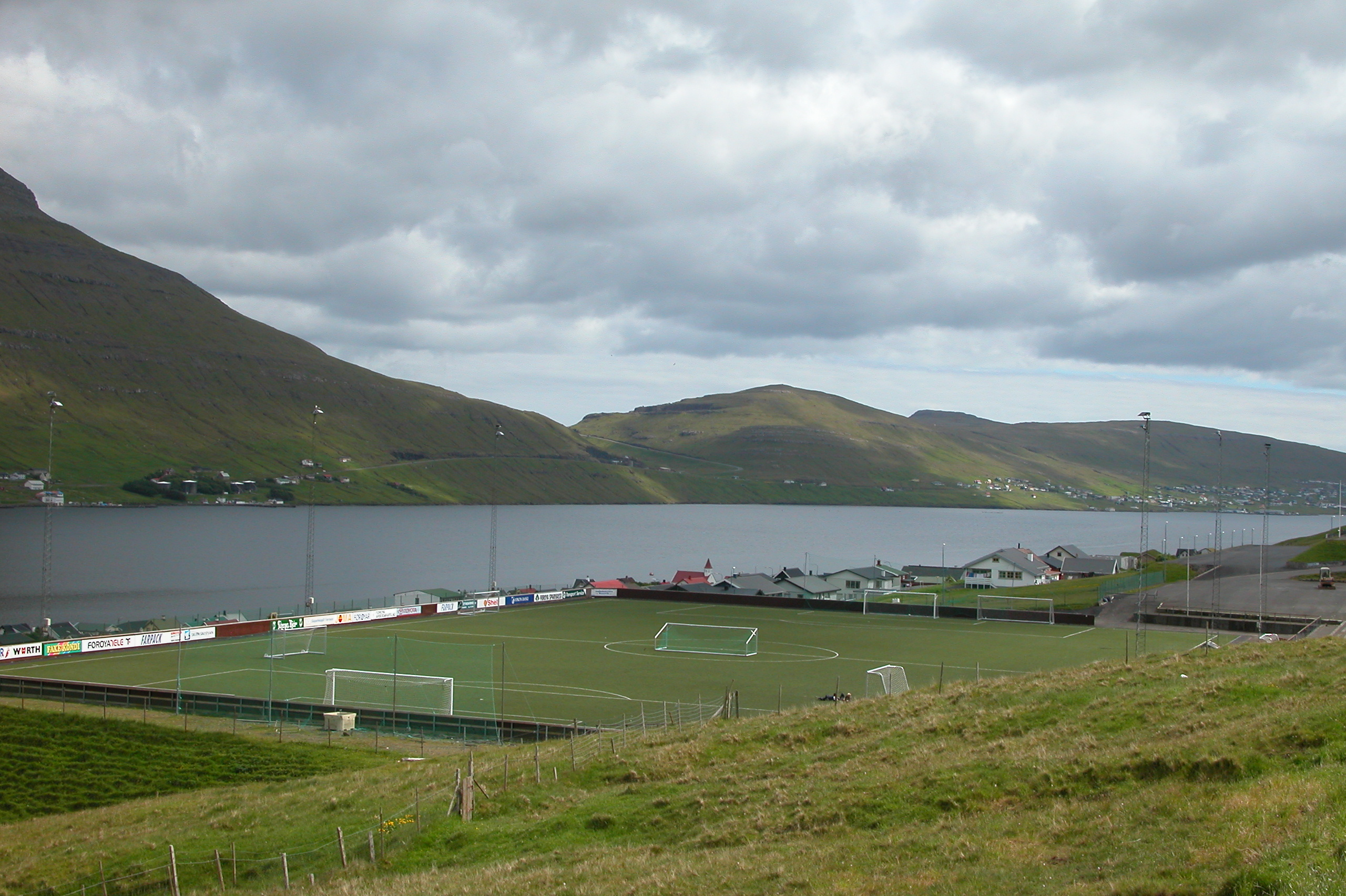
Fußballplatz von Skála ÍF.

Hier spielte der Verein in der ersten Saison 2002 gegen den Abstieg, welcher mit einem Punkt Vorsprung auf den Relegationsplatz vermieden werden konnte. Im folgenden Jahr wurde die Spielzeit auf dem Relegationsplatz beendet, der Tabellenzweite der 2. Deild, TB Tvøroyri, konnte jedoch nach einem 1:1-Unentschieden im ersten Spiel auf heimischem Platz mit 7:0 deklassiert werden.
2004 beendete Skála ÍF die Meisterschaft auf dem dritten Tabellenrang, ein Jahr später wurde der Klub mit vier Punkten Rückstand auf B36 Tórshavn Vizemeister und konnte somit in der Saison 2006/07 erstmals an der UEFA-Pokal-Qualifikation teilnehmen. Dort scheiterte der Verein jedoch am norwegischen Vertreter IK Start mit zwei Niederlagen. 2008 erfolgte als Tabellenletzter der Abstieg in die 1. Deild. Ein Jahr wurde der Klassenerhalt nur um einen Punkt verpasst, so dass als Vorletzter auch der Abstieg aus der 2. Deild erfolgte. Der Aufstieg in die erste Liga ging somit ebenso schnell vonstatten wie der Abstieg in die Drittklassigkeit. 2010 gelang als Erstplatzierter der direkte Wiederaufstieg in die 1. Deild. Es dauerte schließlich bis 2013, als der Aufstieg in die erste Liga als Zweitplatzierter gelang. Durch einen neunten Platz in der Folgesaison spielt Skála ÍF wieder in der 1. Deild. Dort gelang als Erstplatzierter der direkte Wiederaufstieg. 2020 wurde Skála Letzter. Der direkte Wiederaufstieg wurde im Jahr darauf erreicht, nach einem Sieg aus 27 Spielen stand erneut der letzte Platz in der ersten Liga und somit der Abstieg in die Zweitklassigkeit zu Buche. Als Erstplatzierter in der Saison 2023 gelang abermals der direkte Wiederaufstieg in die oberste Spielklasse.

### Trainer
- Hjørleif Niclasen (1994)
- Eugen Voda (2001)
- Mathias Davidsen (2002)
- Hans Jákup Andreasen (2002)
- Jóhan Nielsen (2003–2006)
- Dragan Kovacevic (2007)
- John Petersen (2007–2008)
- Alexandur Johansen & Bárður Danielsen (2009)
- Alexandur Johansen & Eliesar Olsen (2010)
- Eliesar Olsen (2011–2014)
- Pauli Poulsen (2014–2017)
- Eyðun Klakstein (2018–2019)
- Bill Mc. Leod Jacobsen (2020)
- Sorin Anghel Vasile (2020–2021)
- Michael Bjørn Nielsen (2022)
- Pauli Poulsen (2023–)
- Erland Danielsen (2023)

### Spieler

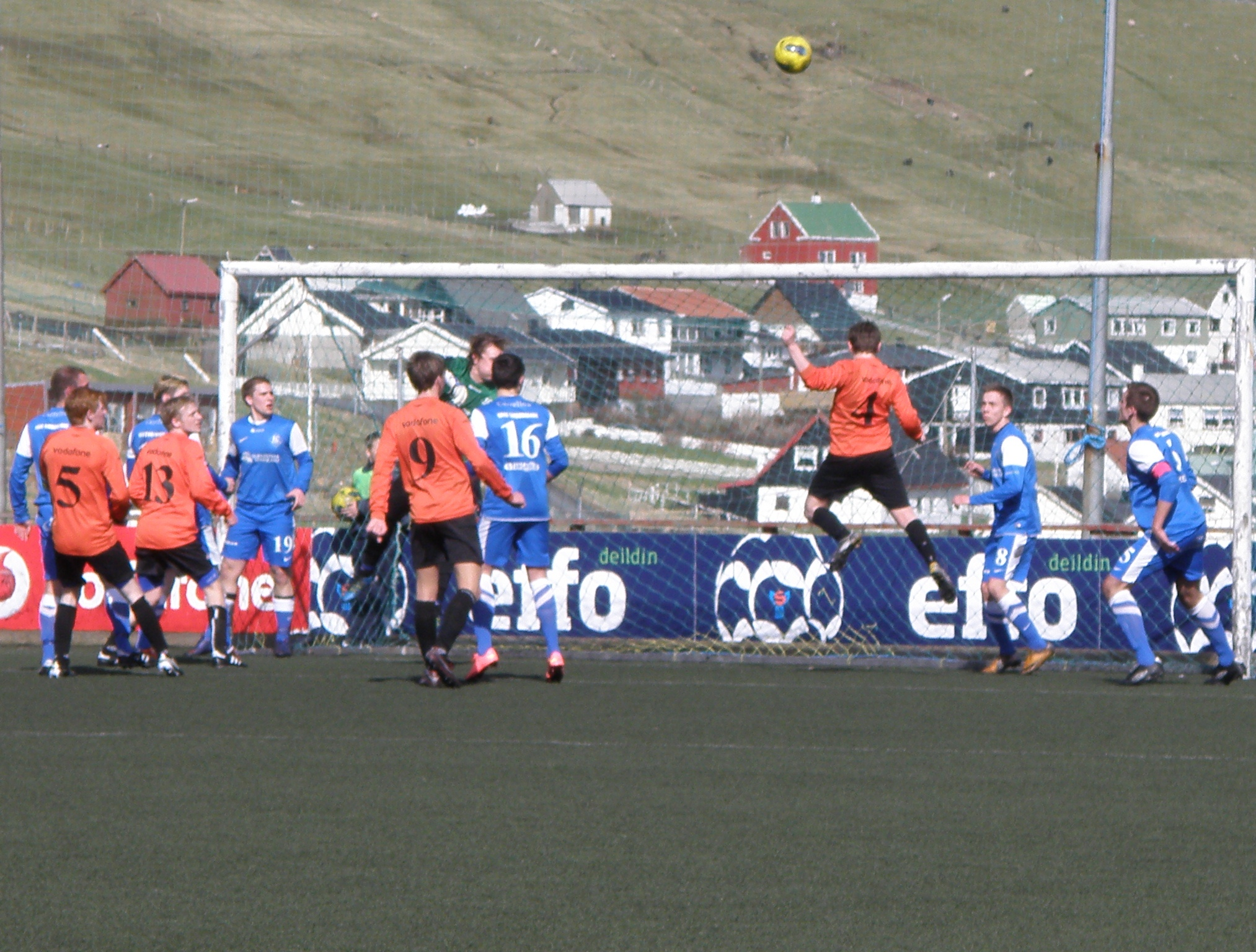
Skála ÍF (orange) im Spiel gegen FC Suðuroy (blau) 2012.

Aufgelistet sind alle Spieler, die mindestens zehn Spiele für die Nationalmannschaft absolviert haben.
- Fróði Benjaminsen (2019)
- John Petersen (1989–1993, 2007–2008)
- Jónhard Frederiksberg (1996–1997, 1999, 2002–2006, 2008, 2016–)
- Jóhan Troest Davidsen (2006)

Rekordspieler der ersten Liga ist Pætur Jacobsen mit 272 Spielen. Jónhard Frederiksberg und Bogi Gregersen erzielten mit jeweils 39 die meisten Tore in der Betrideildin (Stand: Ende 2022).

### Ligarekorde
- Beste Ligaplatzierung: 2. Platz (2005)
- Höchster Heimsieg: 8:0 gegen TB Tvøroyri (29. September 2002)
- Höchste Heimniederlage: 0:6 gegen KÍ Klaksvík (2. August 2020)
- Höchster Auswärtssieg: 5:1 gegen VB/Sumba (21. August 2005), 4:0 gegen B68 Toftir (20. Mai 2004), 4:0 gegen VB/Sumba (8. August 2006)
- Höchste Auswärtsniederlage: 0:8 gegen KÍ Klaksvík (22. Oktober 2022)
- Torreichstes Spiel: HB Tórshavn gegen Skála ÍF 8:1 (30. März 2008), B68 Toftir gegen Skála ÍF 7:2 (7. August 2022)
- Ewige Tabelle: 12. Platz

### Europapokalbilanz
| Saison  | Wettbewerb         | Runde                  | Gegner         | Gesamt | Hin     | Rück    |
| ------- | ------------------ | ---------------------- | -------------- | ------ | ------- | ------- |
| 2005    | UEFA Intertoto Cup | 1. Runde               | Tampere United | 0:3    | 0:2 (H) | 0:1 (A) |
| 2006/07 | UEFA-Pokal         | 1. Qualifikationsrunde | IK Start       | 0:4    | 0:1 (H) | 0:3 (A) |

Legende: (H) – Heimspiel, (A) – Auswärtsspiel, (N) – neutraler Platz, (a) – Auswärtstorregel, (i. E.) – im Elfmeterschießen, (n. V.) – nach Verlängerung
| Wettbewerb    | Sp. | G | U | V | T+ | T– |
| ------------- | --- | - | - | - | -- | -- |
| UEFA-Pokal    | 2   | 0 | 0 | 2 | 0  | 4  |
| Intertoto Cup | 2   | 0 | 0 | 2 | 0  | 3  |
| Total         | 4   | 0 | 0 | 4 | 0  | 7  |

### Frauenfußball
Im Gegensatz zu den Herren konnte das Frauenteam von Skála bereits erste Titel erringen. Nach dem Aufstieg 1989 in die 1. Deild wurde 1990 der erste Meistertitel gewonnen, 1992 gelang sogar mit dem 2:1-Pokalsieg gegen VB Vágur das Double. Bis 1998, als am Ende null Punkte zu Buche standen, hielt sich Skála in der ersten Liga. 2000 und 2002 kehrten sie kurzzeitig zurück, holten jedoch nur null beziehungsweise einen Punkt und wurden jeweils Letzter. Von 2008 bis 2012 spielten sie wieder regelmäßig in der ersten Liga. Zur Saison 2013 schloss sich der Verein mit EB/Streymur als EB/Streymur/Skála zusammen.

#### Bekannte Spielerinnen

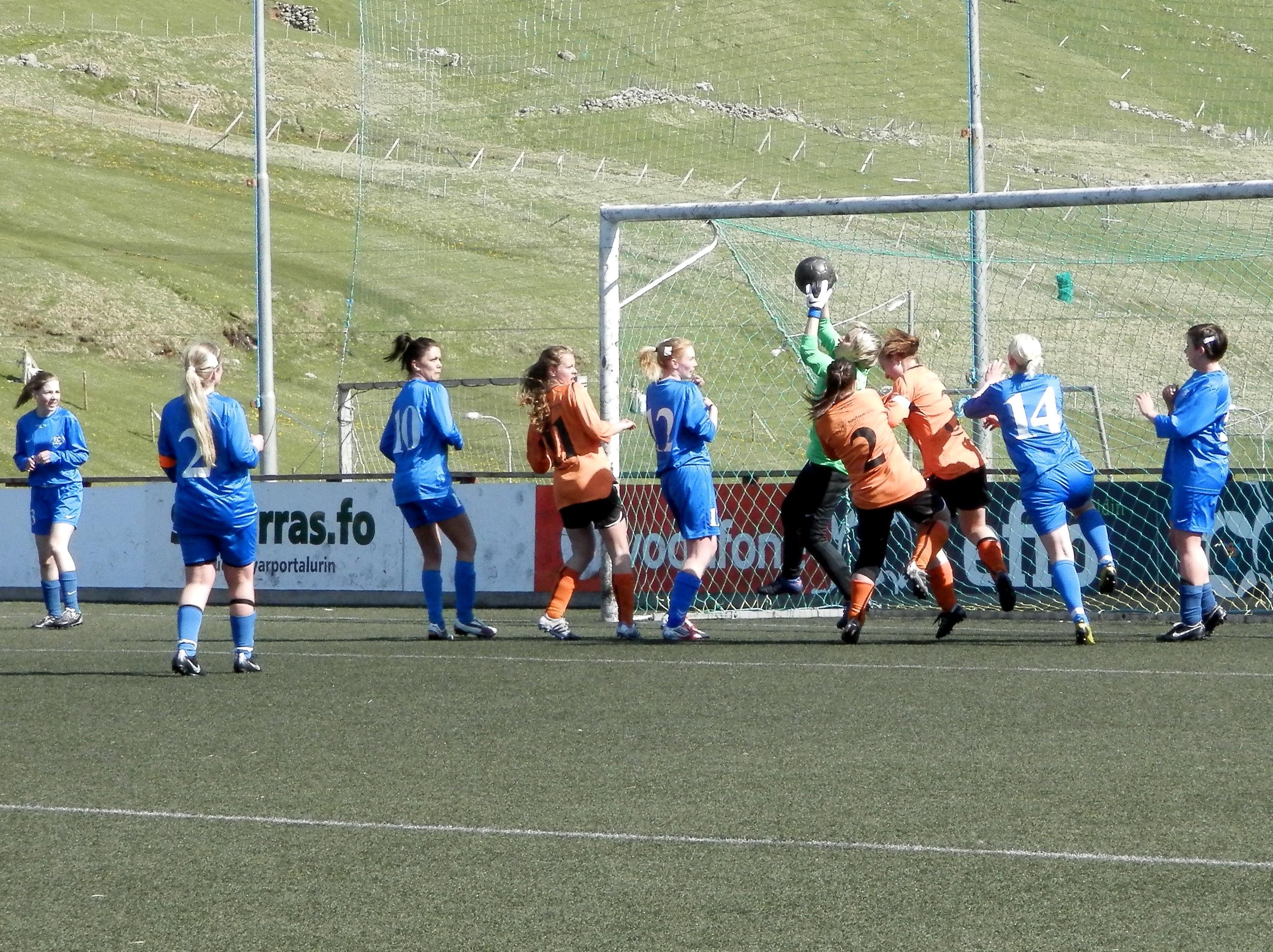
Skála ÍF (orange) im Spiel gegen FC Suðuroy (blau) 2012.

Aufgelistet sind alle Spielerinnen, die zehn oder mehr Spiele für die Nationalmannschaft absolviert haben.
- Oddrún Danielsen (2007–2008, 2010–2012)
- Birna Mikkelsen (2009–2012)
- Fríðrún Olsen (2007–2012)

Rekordspielerin der ersten Liga ist Evi Mikkelsen mit 165 Spielen. Borglis Fagradal erzielte mit 58 die meisten Tore in der Betrideildin (Stand: Ende 2024).

#### Erfolge

##### Titel
- 2× Färöischer Meister: 1990, 1992
- 1× Färöischer Pokalsieger: 1992

##### Ligarekorde
- Höchster Heimsieg: 10:0 gegen VB/Sumba (31. August 2008)
- Höchste Heimniederlage: 0:14 gegen KÍ Klaksvík (5. Mai 2024)
- Höchster Auswärtssieg: 10:2 gegen SÍ Sumba (15. September 1996)
- Höchste Auswärtsniederlage: 0:17 gegen KÍ Klaksvík (20. August 2000)
- Torreichstes Spiel: KÍ Klaksvík gegen Skála ÍF 17:0 (20. August 2000)
- Ewige Tabelle: 5. Platz

## Handball
Im Handball waren die Damen ebenfalls erfolgreich, der Meistertitel konnte zweimal und der Pokal einmal gewonnen werden, 1991 gelang hierbei das Double. Im Ligabetrieb nehmen jedoch sowohl die Herren als auch die Frauen nicht mehr teil.

### Erfolge
- 3× Färöischer Meister (Frauen): 1991, 1993, 2005[1]
- 1× Färöischer Pokalsieger (Frauen): 1991[2]